# Lacy Schnoor
Lacy Schnoor (ur. 12 czerwca 1985 w Artesii) – amerykańska narciarka dowolna. Specjalizuje się w skokach akrobatycznych.
Najlepszy wynik na Mistrzostwach Świata osiągnęła w Inawashiro w 2009. W konkursie skoków akrobatycznych zajęła 7. miejsce.
Startowała na Igrzyskach w Vancouver. W skokach akrobatycznych zajęła 9. miejsce.

## Osiągnięcia

### Igrzyska olimpijskie
| Miejsce | Dzień     | Rok  | Miejscowość | Konkurencja        | Zwyciężczyni  |
| ------- | --------- | ---- | ----------- | ------------------ | ------------- |
| 9.      | 24 lutego | 2010 | Vancouver   | Skoki akrobatyczne | Lydia Lassila |

### Mistrzostwa świata
| Miejsce | Dzień    | Rok  | Miejscowość          | Konkurencja        | Zwyciężczyni |
| ------- | -------- | ---- | -------------------- | ------------------ | ------------ |
| 18.     | 10 marca | 2007 | Madonna di Campiglio | Skoki akrobatyczne | Li Nina      |
| 7.      | 4 marca  | 2009 | Inawashiro           | Skoki akrobatyczne | Li Nina      |

### Puchar Świata

#### Miejsca w klasyfikacji generalnej
- sezon 2004/2005: 70.
- sezon 2005/2006: 81.
- sezon 2006/2007: 43.
- sezon 2008/2009: 59.
- sezon 2009/2010: 45.

#### Miejsca na podium w zawodach
Schnoor nigdy nie stanęła na podium zawodów PŚ.